# Anna Gasper
Anna Gasper (Keulen, 3 januari 1997) is een voetbalspeelster uit Duitsland. Ze speelt als verdediger en middenvelder voor SL Benfica in de Campeonato Nacional Feminino.

## Clubcarrière
Gasper begon met voetballen in 2002 bij DJK Südwest Köln.  Hier doorliep ze meerde jeugdteams alvorens Gasper in het 2011/12 vertrok naar jeugdopleiding van Bayer 04 Leverkusen. Met het B-juniorenteam van de club kwam ze uit in de Bundesliga West/Zuidwest. In het seizoen 2013/14 werd ze topscoorster met 19 doelpunten. Op 13 oktober 2023 debuteerde Gasper in de selectie van de hoofdmacht van Bayer 04 Leverkusen in een met 1-5 verloren thuiswedstrijd tegen 1. FFC Turbine Potsdam. In diezelfde wedstrijd maakte ze haar debuut door in te vallen in de 70ste minuut voor Turid Knaak. Gasper maakte haar basisdebuut op 17 februari 2014 in een wedstrijd tegen MSV Duisburg. Vanaf het seizoen 2014/15 had Gasper een vaste plek in de eerste selectie van Bayer 04 Leverkusen.  In een 1-2 uitoverwinning op FC Carl Zeiss Jena maakte Gasper haar eerste doelpunt door de stand op 0-2 te brengen.
Na 41 competitiewedstrijden en vijf bekerwedstrijden vertrok Gasper voorafgaand aan het seizoen 2016/17 naar 1. FFC Turbine Potsdam. Hier tekende ze een tweejarig contract. Gasper verkreeg een vaste basisplaats bij de club. Begin 2020 nam ze vanwege gezondheidsredenen tijdelijk afstand van het voetbal. Vervolgens verkaste ze op huurbasis naar het Oostenrijkse FC Altera Porta. Ze bleef in Oostenrijk actief door in het seizoen 2022/23 een contract te tekenen bij FK Austria Wien.
In januari 2023 maakte Gasper de overstap naar het Portugese SL Benfica.  Met deze club was ze vanaf dat moment actief in de Campeonato Nacional Feminino.  Op 5 maart 2023 debuteerde ze voor de club uit Lissabon in een competitiewedstrijd tegen Vilaverdense FC.  Gasper maakte haar basisdebuut op 16 april 2023 in een competitiewedstrijd tegen SC Braga. In diezelfde wedstrijd maakte ze in de negentiende minuut haar eerste doelpunt voor SL Benfica. Minder dan een maand later won Gasper met de club de Portugese Ligabeker. Eveneens debuteerde ze voor de club in de UEFA Champions League 2023/24.

## Statistieken
| Seizoen | Club                   | Land      | Competitie | Wedstrijden | Doelpunten |
| ------- | ---------------------- | --------- | ---------- | ----------- | ---------- |
| 2013/14 | 1. FC Köln             | Duitsland | Bundesliga | 5           | 0          |
| 2014/15 | 1. FC Köln             | Duitsland | Bundesliga | 17          | 2          |
| 2015/16 | 1. FC Köln             | Duitsland | Bundesliga | 19          | 1          |
| 2016/17 | 1. FFC Turbine Potsdam | Duitsland | Bundesliga | 14          | 2          |
| 2017/18 | 1. FFC Turbine Potsdam | Duitsland | Bundesliga | 20          | 2          |
| 2018/19 | 1. FFC Turbine Potsdam | Duitsland | Bundesliga | 22          | 3          |
| 2019/20 | 1. FFC Turbine Potsdam | Duitsland | Bundesliga | 11          | 4          |
| Totaal  | Totaal                 | Totaal    | Totaal     | 108         | 14         |

Laatste update: 28 mei 2025

## Interlandcarrière
Gasper kwam als jeugdinternational uit voor Duitsland -19 van 2014 tot 2016. In november 2016 werd ze voor het eerst opgeroepen voor het Duitse nationale team, maar tot een debuut leidde het niet.